# سیارک ۲۰۳۹۲
سیارک ۲۰۳۹۲ (به انگلیسی: 20392 Mikeshepard، نامگذاری:1998MA8) بیست هزار و سیصد و نود و دومین سیارک کشف شده‌است که در ۱۹ ژوئن ۱۹۹۸ کشف شد.
قدر مطلق سیارک برابر ۲۶.۹ است.